# Aritmetičko-logička jedinica
Aritmetičko-logička jedinica (ALU - arithmetic and logic unit) je elektronički sklop koji vrši osnovne aritmetičke radnje (zbrajanje, oduzimanje i dr.), logičke operacije (I, ILI, NE) i uspoređivanje, npr. podudara li se sadržaj dva bajta. ALU je osnovna građevna jedinica svakog računala, i prvi ga je kao funkcionanu jedinicu opisao John von Neumann 1946. godine. ALU je sastavni dio mikroprocesora, grafičkih procesnih jedinica, te mnogih drugih sklopova koji imaju funkcije bilo aritmetičke ili logičke prirode. ALU se sastoji od kombinatoričkog sklopa koji uzima ulazne podatke: operande te izbor operacije), i izlazne podatke: rezultat operacije i status operacije.  

## Izvedba
ALU je obično izrađen kao kombinatorički sklop čiji izlazni podatci se mijenjaju askinkrono s obzirom na ulazne podatke. Zbog svog asinkronog rada ALU je potrebno da prođe neko vremensko razdoblje prije nego što se stabilizira izlaz na osnovu postavljenih ulaznih signala. Zbog ovakvog načina rada da bi se moglo spojiti sa sinkronim sklopovljem mikroprocesora potrebno je stvoriti vezno sklopovlje koje će omogućiti nesmetani rad obranika i ALU-a.